# Monstercat

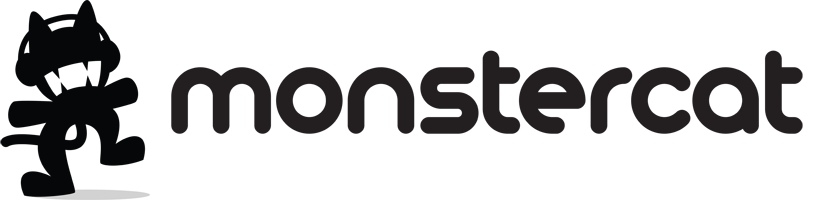
Logo da Monstercat com texto.

Monstercat (antigamente conhecida como Monstercat Media) é uma gravadora canadense de música eletrônica situada em Vancouver, Colúmbia Britânica. Foi fundada em julho de 2011 por Mike Darlington, CEO, e Ari Paunonen, COO.
A Monstercat contrata somente artistas para lançamentos solo, ao invés de acordos exclusivos, o que permite que seus artistas mantenham o controle de direitos autorais de sua canção e a possibilidade de lançar faixas em outras gravadoras. A gravadora segue um ciclo, liberando uma faixa toda segunda, quarta e sexta-feira, além de um podcast de uma hora de duração que é transmitido ao vivo todas as terças às 13:00 (horário do pacífico) no canal Monstercat na Twitch.tv. A cada aproximadamente 30 faixas lançadas, um álbum é lançado, contendo 30 músicas e 2 mixes, cada um com 15 faixas. Lançamentos estão disponíveis em diversos sites, como: iTunes, SoundCloud, Bandcamp, Spotify, Xbox Music, Google Play Music, Apple Music, Beatport, juntamente com diversos outros serviços de músicas digitais. Além disso, também são liberados nos canais da Monstercat no YouTube e no Twitch. Alternativamente, um pequeno trecho de qualquer música lançado é também promovido no Facebook e Instagram.

## História

### História
Em julho de 2011, Mike Darlington (CEO) e Ari Paunonen (COO) criaram a Monstercat como um canal no YouTube. Este canal serviu como um meio para que os amigos de Darlington e Paunonen pudessem compartilhar e promover suas músicas. Os dois criaram álbuns compilados para dar aos artistas uma maneira de lançar suas músicas e diminuir a competividade entre eles. A primeira música lançada foi "Dubstep Killed Rock 'n' Roll" feita por Ephixa. O primeiro álbum da Monstercat; Launch Week, contava com sete artistas: Feint, Halo Nova (hoje Varien), Stephen Walking, Ephixa, Neilio, Arion, e Going Quantum. Álbuns recentes possuem até 30 artistas e têm uma variedade de gêneros bem maior.

### A entrada de Krewella
Em dezembro de 2011, a Monstercat contratou Krewella, um grupo americano de música eletrônica de Chicago, Illinois. "Killin' It" foi a primeira música lançado por Krewella. A Monstercat promoveu Krewella com campanhas e fez diversas parcerias para uma maior plataforma. A segunda música deles na Monstercat foi uma colaboração com Pegboard Nerds chamada 'This Is Not The End'. A faixa foi lançada em setembro de 2013 mas foi vendida somente no álbum 'Get Wet' através da Columbia Records.

### 2014 - 2015
Em fevereiro de 2014, a Monstercat fez uma parceria com a Electric Family para produzir uma pulseira, cujas vendas se destinavam ao "Humane Society of Canada".
Em junho de 2014, a Monstercat atingiu um milhão de vendas nos Estados Unidos.
Em julho de 2014, a Monstercat seu primeiro tour "The Uncaged Tour", em que participavam os artistas: Pegboard Nerds, Stephen Walking e Varien. Os locais do tour foram escolhidos por votação dos fãs, que atingiu a marca de 22,000 votos.
Em setembro de 2014, a Monstercat celebrou seu aniversário de 3 anos com um mix contendo 78 de suas músicas mais visualizadas. Este mix foi feito por Didrick.
Em Dezembro de 2014, a Monstercat lançou sua rádio 24 horas de música eletrônica, no Twitch.tv.
A partir de agosto de 2015, a Monstercat é o sétimo canal com mais inscritos no Canadá, com 3,8 milhões de inscritos e 800 milhões de visualizações.

### Parcerias, prêmios e evolução (2017–2020)
Em junho de 2017, a Monstercat fez uma parceria com a Psyonix para promover o aniversário de dois anos do videogame Rocket League , lançando Rocket League x Monstercat Vol. 1 , um álbum de 18 músicas de artistas que já haviam lançado músicas para a gravadora, incluindo Slushii , Aero Chord e Vicetone . O álbum foi lançado em 5 de julho de 2017.  
Em novembro de 2017, Monstercat recebeu o primeiro disco de platina certificado da gravadora pela música de 2016 "Alone", de Marshmello . Em um e-mail para a Billboard , Mike Darlington expressou sua gratidão pela colaboração e elogiou o sucesso de Marshmello. 
Em dezembro de 2017, a Monstercat foi nomeada uma das cinco melhores gravadoras independentes de 2017 pela Billboard
Em 1 de janeiro de 2018, a Monstercat anunciou uma divisão na marca em dois temas distintos, "Uncaged" e "Instinct", citando a diversidade de sua biblioteca de música.  Isso foi acompanhado pela criação de um canal separado, chamado Monstercat: Instinct. A marca Instinct apresenta músicas com foco proeminente em aspectos melódicos, incluindo gêneros como house e future bass . A mudança incluiu a retirada do cronograma de lançamentos trissemanais em favor de um cronograma de lançamento de quatro vezes por semana e um episódio de podcast no meio.

### Aquisição da Silk Music (2021–presente)
Em 9 de fevereiro de 2021, a Monstercat anunciou que havia adquirido a gravadora progressiva Silk Music para formar uma terceira marca sob a gravadora Monstercat, intitulada "Monstercat Silk".  A marca foi promovida para se concentrar no aspecto progressivo da música eletrônica, continuando seu estilo de assinatura de house progressivo, trance e outros gêneros semelhantes. No acordo, o diretor da Silk Music, Jacob Henry, manteve sua posição de diretor na marca. O canal do Silk Music no YouTube e suas redes sociais foram renomeados para "Monstercat Silk". A Monstercat também anunciou que com a aquisição, eles passariam a ter 6 lançamentos por semana, com cada marca tendo 2 lançamentos por semana.

## Álbuns

### Discografia
| Título do Álbum         | Total de Faixas | Data de Lançamento      | Ref    |
| ----------------------- | --------------- | ----------------------- | ------ |
| 001 - Launch Week       | 7               | 7 de julho de 2011      | [ 7 ]  |
| 002 - Early Stage       | 15              | 28 de setembro de 2011  | [ 8 ]  |
| 003 - Momentum          | 15              | 7 de novembro de 2011   | [ 9 ]  |
| 004 - Identity          | 15              | 18 de dezembro de 2011  | [ 10 ] |
| Melhores músicas - 2011 | 20              | 30 de dezembro de 2011  | [ 11 ] |
| 005 - Evolution         | 20              | 20 de fevereiro de 2012 | [ 12 ] |
| 006 - Embrace           | 20              | 13 de abril de 2012     | [ 13 ] |
| 007 - Solace            | 20              | 6 de junho de 2012      | [ 14 ] |
| 008 - Anniversary       | 20              | 27 de julho de 2012     | [ 15 ] |
| 009 - Reunion           | 20              | 12 de setembro de 2012  | [ 16 ] |
| 010 - Conquest          | 20              | 31 de outubro de 2012   | [ 17 ] |
| 011 - Revolution        | 20              | 19 de dezembro de 2012  | [ 18 ] |
| Melhores músicas - 2012 | 30              | 4 de fevereiro de 2013  | [ 19 ] |
| 012 - Aftermath         | 30              | 11 de março de 2013     | [ 20 ] |
| 013 - Awakening         | 30              | 10 de junho de 2013     | [ 21 ] |
| 014 - Discovery         | 30              | 2 de setembro de 2013   | [ 22 ] |
| 015 - Outlook           | 30              | 20 de novembro 2013     | [ 23 ] |
| Melhores músicas - 2013 | 30              | 20 de dezembro de 2013  | [ 24 ] |
| 016 - Expedition        | 30              | 26 de fevereiro de 2014 | [ 25 ] |
| 017 - Ascension         | 30              | 21 de maio de 2014      | [ 26 ] |
| 018 - Frontier          | 30              | 6 de agosto de 2014     | [ 27 ] |
| 019 - Endeavour         | 30              | 22 de outubro de 2014   | [ 28 ] |
| 020 - Altitude          | 30              | 15 de dezembro de 2014  | [ 29 ] |
| Melhores músicas - 2014 | 30              | 26 de janeiro de 2015   | [ 30 ] |
| 021 - Perspective       | 30              | 18 de março de 2015     | [ 31 ] |
| 022 - Contact           | 30              | 1 de junho de 2015      | [ 32 ] |
| 023 - Voyage            | 30              | 17 de agosto de 2015    | [ 33 ] |
| 024 - Vanguard          | 30              | 2 de novembro de 2015   | [ 34 ] |
| 025 - Threshold         | 30              | 18 de dezembro de 2015  | [ 35 ] |
| Melhores músicas - 2015 | 40              | 22 de janeiro de 2016   |        |
| 026 - Resistance        | 30              | 18 de março de 2016     |        |
| 027 - Cataclysm         | 30              | 3 de junho de 2016      | [ 36 ] |
| 028 - Uproar            | 30              | 5 de setembro de 2016   | [ 37 ] |

### Álbums de Artistas, LPs e EPs
| Artista                             | Título do Álbum                            | Total de Faixas | Data de Lançamento      | Ref     |
| ----------------------------------- | ------------------------------------------ | --------------- | ----------------------- | ------- |
| Project 46                          | Limitless EP                               | 3               | 14 de novembro de 2011  | [ 38 ]  |
| Stephen Walking                     | Christian the Lion EP                      | 5               | 28 de novembro de 2011  | [ 39 ]  |
| Mr FijiWiji                         | Keeping It Surreal EP                      | 7               | 6 de janeiro de 2012    | [ 40 ]  |
| Tristam                             | Smashing Newbs EP                          | 6               | 11 de janeiro de 2012   | [ 41 ]  |
| Noisestorm                          | Renegade EP                                | 3               | 7 de fevereiro de 2012  | [ 42 ]  |
| 1uP                                 | Thundergun EP                              | 3               | 4 de abril de 2012      | [ 43 ]  |
| Going Quantum                       | Hello? EP                                  | 4               | 7 de maio de 2012       | [ 44 ]  |
| Tut Tut Child                       | Dance to It EP                             | 3               | 6 de junho de 2012      | [ 45 ]  |
| Chris Ramos                         | Emergency EP                               | 3               | 18 de junho de 2012     | [ 46 ]  |
| DotEXE                              | Hipster Cutthroat EP                       | 2               | 20 de junho de 2012     | [ 47 ]  |
| TVDS                                | Black Sky EP                               | 3               | 2 de julho de 2012      | [ 48 ]  |
| Droptek                             | Polygon EP                                 | 4               | 11 de julho de 2012     | [ 49 ]  |
| Muzzy                               | Letz Rock EP                               | 2               | 8 de outubro de 2012    | [ 50 ]  |
| TwoThirds                           | Waking Dreams (The Remixes)                | 5               | 26 de outubro de 2012   | [ 51 ]  |
| Tut Tut Child                       | We're All Mad Here EP                      | 6               | 19 de novembro de 2012  | [ 52 ]  |
| Rogue                               | Dreams EP                                  | 4               | 26 de novembro de 2012  | [ 53 ]  |
| TVDS                                | Another Day EP                             | 4               | 4 de janeiro de 2013    | [ 54 ]  |
| Pegboard Nerds                      | We Are One EP                              | 4               | 1 de fevereiro de 2013  | [ 55 ]  |
| Stereotronique & Sebastian Ivarsson | Tonight (The Remixes)                      | 5               | 8 de abril de 2013      | [ 56 ]  |
| 7 Minutes Dead                      | 7 Minutes Dead EP                          | 4               | 10 de abril de 2013     | [ 57 ]  |
| PIXL                                | Astrocat EP                                | 2               | 26 de abril de 2013     | [ 58 ]  |
| Vicetone                            | Heartbeat (The Remixes)                    | 7               | 24 de maio de 2013      | [ 59 ]  |
| Project 46                          | Continuum EP                               | 3               | 29 de maio de 2013      | [ 60 ]  |
| Tristam                             | Truth (The Remixes)                        | 6               | 5 de junho de 2013      | [ 61 ]  |
| Falcon Funk                         | Falcon Funk EP                             | 4               | 14 de junho de 2013     | [ 62 ]  |
| Pegboard Nerds                      | Guilty Pleasures EP                        | 5               | 24 de junho de 2013     | [ 63 ]  |
| Tut Tut Child                       | Impossible Things Before Breakfast EP      | 3               | 15 de julho de 2013     | [ 64 ]  |
| Au5                                 | Blossom EP                                 | 2               | 14 de agosto de 2013    | [ 65 ]  |
| PIXL                                | Sugar Rush EP                              | 3               | 21 de agosto de 2013    | [ 66 ]  |
| Pegboard Nerds                      | The Lost Tracks EP                         | 6               | 30 de agosto de 2013    | [ 67 ]  |
| Televisor                           | Old Skool (The Remixes)                    | 5               | 27 de setembro de 2013  | [ 68 ]  |
| Protostar                           | Scorpion Pit (The Remixes)                 | 4               | 11 de outubro de 2013   | [ 69 ]  |
| Mr FijiWiji                         | Friends EP                                 | 3               | 16 de outubro de 2013   | [ 70 ]  |
| Rameses B                           | Timeless EP                                | 4               | 23 de outubro de 2013   | [ 71 ]  |
| Muzzy                               | The Takeover EP                            | 4               | 28 de outubro de 2013   | [ 72 ]  |
| Rogue                               | Earth EP                                   | 4               | 4 de novembro de 2013   | [ 73 ]  |
| Hellberg & Deutgen vs. SPLITBREED   | Collide (The Remixes)                      | 7               | 11 de novembro de 2013  | [ 74 ]  |
| Fractal                             | Elements EP                                | 2               | 15 de novembro de 2013  | [ 75 ]  |
| Au5 & Fractal                       | Secret Weapon EP                           | 4               | 2 de dezembro de 2013   | [ 76 ]  |
| Astronaut                           | Destination: Apollo                        | 6               | 9 de dezembro de 2013   | [ 77 ]  |
| Astronaut                           | Quantum EP                                 | 3               | 13 de janeiro de 2014   | [ 78 ]  |
| Fractal                             | Spection EP                                | 2               | 20 de janeiro de 2014   | [ 79 ]  |
| Rezonate                            | Prelude EP                                 | 5               | 24 de janeiro de 2014   | [ 80 ]  |
| 7 Minutes Dead                      | Peacock EP                                 | 2               | 27 de janeiro de 2014   | [ 81 ]  |
| Astronaut                           | Destination: Rain                          | 6               | 17 de fevereiro de 2014 | [ 82 ]  |
| Pegboard Nerds                      | Bassline Kickin (The Remixes)              | 3               | 19 de fevereiro de 2014 | [ 83 ]  |
| Direct                              | Wanna Know You EP                          | 3               | 7 de março de 2014      | [ 84 ]  |
| Noisestorm                          | Surge EP                                   | 2               | 12 de março de 2014     | [ 85 ]  |
| Astronaut                           | Destination: Quantum                       | 5               | 19 de março de 2014     | [ 86 ]  |
| Haywyre                             | Two Fold Pt. 1                             | 8               | 31 de março de 2014     | [ 87 ]  |
| SCNDL                               | The Munsta (The Remixes)                   | 4               | 20 de junho de 2014     | [ 88 ]  |
| Au5                                 | Follow You (The Remixes)                   | 7               | 11 de julho de 2014     | [ 89 ]  |
| Rameses B                           | Dream Catcher EP                           | 2               | 25 de agosto de 2014    | [ 90 ]  |
| Varien & 7 Minutes Dead             | Mirai Sekai EP                             | 5               | 1 de setembro de 2014   | [ 91 ]  |
| Astronaut                           | Destination: Pinball                       | 7               | 8 de setembro de 2014   | [ 92 ]  |
| Draper                              | Perspectives EP                            | 4               | 12 de setembro de 2014  | [ 93 ]  |
| Tut Tut Child                       | Ask Your Friends First EP                  | 4               | 31 de outubro de 2014   | [ 94 ]  |
| Favright                            | Taking Over (The Remixes)                  | 3               | 5 de novembro de 2014   | [ 95 ]  |
| Pegboard Nerds                      | The Uncaged Remixes                        | 4               | 17 de novembro de 2014  | [ 96 ]  |
| Astronaut                           | Destination: Champions                     | 4               | 12 de janeiro de 2015   | [ 97 ]  |
| Astronaut & Far Too Loud            | Destination: War                           | 5               | 11 de fevereiro de 2015 | [ 98 ]  |
| Mr FijiWiji                         | Growing Up EP                              | 5               | 13 de fevereiro de 2015 | [ 99 ]  |
| Eminence                            | Universe EP                                | 5               | 18 de fevereiro de 2015 | [ 100 ] |
| Muzzy                               | Get Crazy / Feeling Stronger               | 2               | 20 de fevereiro de 2015 | [ 101 ] |
| Excision & Pegboard Nerds           | Bring the Madness (The Remixes)            | 4               | 23 de março de 2015     | [ 102 ] |
| Rezonate                            | Rebirth EP                                 | 4               | 25 de março de 2015     | [ 103 ] |
| Televisor                           | Venture EP                                 | 4               | 6 de abril de 2015      | [ 104 ] |
| Hellberg                            | This is Me EP                              | 5               | 15 de abril de 2015     | [ 105 ] |
| F.O.O.L                             | Knight EP                                  | 4               | 20 de abril de 2015     | [ 106 ] |
| Grabbitz                            | Friends EP                                 | 7               | 27 de abril de 2015     | [ 107 ] |
| San Holo                            | Victory EP                                 | 3               | 25 de maio de 2015      | [ 108 ] |
| Karma Fields                        | Build the Cities (Reconstructions)         | 7               | 28 de maio de 2015      | [ 109 ] |
| Laszlo                              | Closer EP                                  | 5               | 24 de junho de 2015     | [ 110 ] |
| Muzzy                               | Get Crazy / Feeling Stronger (The Remixes) | 4               | 29 de junho de 2015     | [ 111 ] |
| Hellberg                            | The Girl (The Remixes)                     | 5               | 13 de julho de 2015     | [ 112 ] |
| Varien                              | The Ancient & Arcane                       | 8               | 5 de agosto de 2015     | [ 113 ] |
| WRLD                                | Chase It EP                                | 4               | 24 de agosto de 2015    | [ 114 ] |
| Televisor                           | Venture (The Remixes)                      | 4               | 4 de setembro de 2015   | [ 115 ] |
| Grabbitz                            | Ballin' / Don't Stop                       | 2               | 14 de setembro de 2015  | --      |
| Fractal                             | Gaia                                       | 9               | 7 de outubro de 2015    | [ 116 ] |
| Nigel Good                          | Space Cadet                                | 12              | 14 de outubro de 2015   | [ 117 ] |
| Pegboard Nerds                      | Pink Cloud EP                              | 5               | 23 de outubro de 2015   | [ 118 ] |

### EPs de Natal e Halloween
| Título do EP                    | Total de Faixas | Data de Lançamento     | Ref     |
| ------------------------------- | --------------- | ---------------------- | ------- |
| Monstercat Christmas Album 2011 | 6               | 23 de dezembro de 2011 | [ 119 ] |
| Trick or Treat - EP             | 4               | 20 de outubro de 2012  | [ 120 ] |
| Monstercat Christmas Album 2012 | 8               | 15 de dezembro de 2012 | [ 121 ] |

### Melhores de Cada Gênero
| Gênero / Volume         | Total de Faixas | Data Lançamento    | Ref     |
| ----------------------- | --------------- | ------------------ | ------- |
| Dubstep Vol. 1          | 15              | 28 de maio de 2012 | [ 122 ] |
| DnB/Drumstep Vol. 1     | 15              | 28 de maio de 2012 | [ 123 ] |
| Electro Vol. 1          | 15              | 28 de maio de 2012 | [ 124 ] |
| Dubstep Vol. 2          | 15              | 2 de julho de 2013 | [ 125 ] |
| DnB/Drumstep Vol. 2     | 15              | 2 de julho de 2013 | [ 126 ] |
| Electro Vol. 2          | 15              | 2 de julho de 2013 | [ 127 ] |
| Electronic Music Vol. 1 | 15              | 2 de julho de 2013 | [ 128 ] |
| House Vol. 1            | 15              | 2 de julho de 2013 | [ 129 ] |

## Vocalistas
Alguns artistas (como Tristam, Grabbitz e Rezonate) usam a própria voz em suas músicas, mas em muitas vezes, estas pessoas são utilizadas para cantar:
- Charlotte Haining
- Danyka Nadeau
- EMEL
- Holly Drummond
- Jonny Rose
- Laura Brehm
- Richard Caddock
- Syrin (vocalista de Fractal)
- Veela
- Johnny Graves